# Blondelia eufitchiae
Blondelia eufitchiae är en tvåvingeart som först beskrevs av Townsend 1892.  Blondelia eufitchiae ingår i släktet Blondelia och familjen parasitflugor.
Artens utbredningsområde är Colorado. Inga underarter finns listade i Catalogue of Life.